# Jörg Tauss

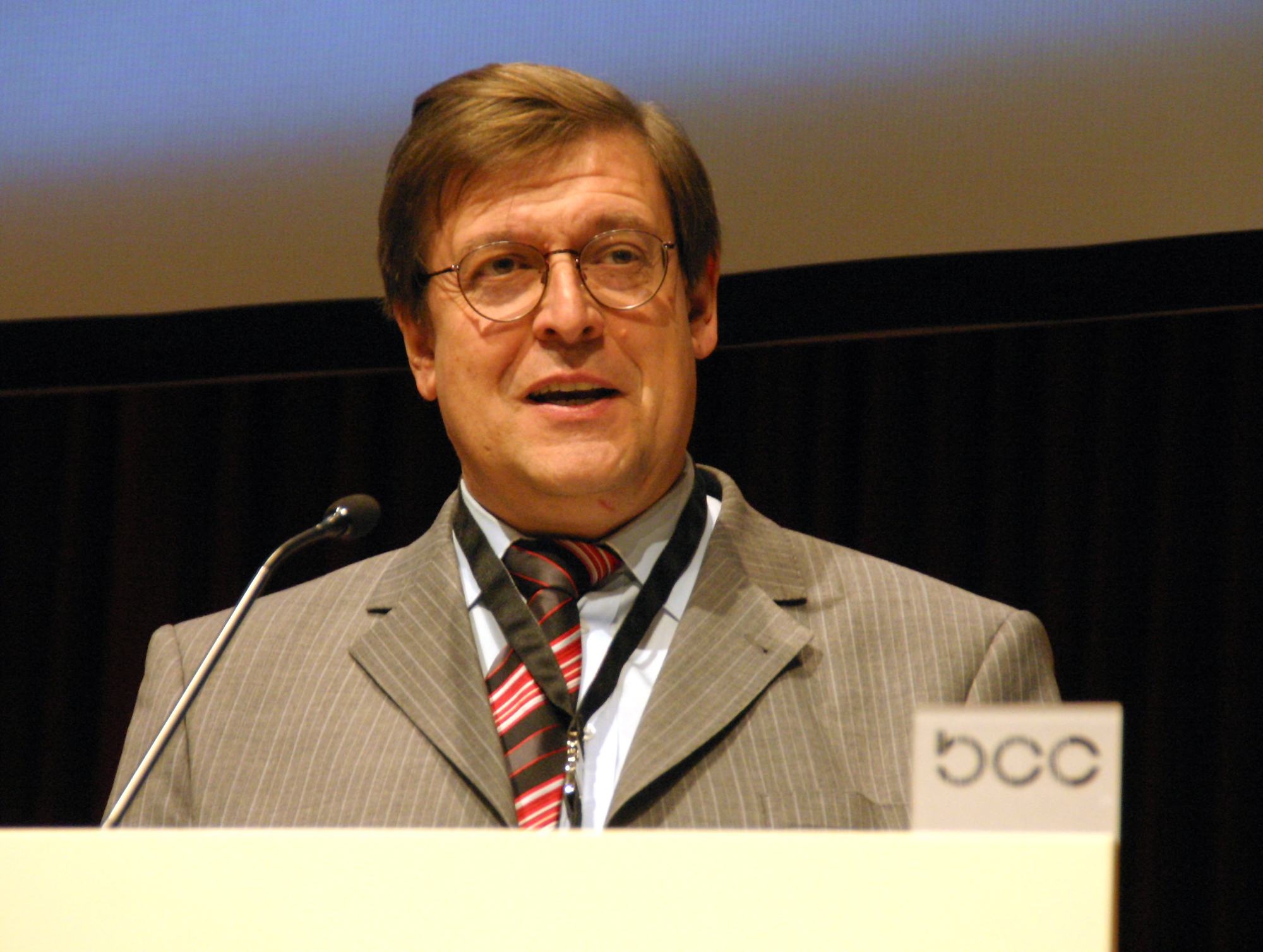
Jörg Tauss, 2005

Jörg Tauss,  född 5 juli 1953 i Stuttgart, är en tysk politiker (tidigare socialdemokrat (SPD), sedan juni 2009 piratpartist) och ledamot av förbundsdagen.
Tauss valdes in i förbundsdagen 1994. Från 2000 till 2009 var Tauss talesman för arbetsgruppen för utbildning och forskning inom SPD i förbundsdagen. Samtidigt tjänstgjorde han som regional partisekreterare för Baden-Württemberg.
Den 6 mars 2009 utsattes hans hem och kontor i Berlin och Karlsruhe för husrannsakan av Landeskriminalamt (LKA) i Berlin och Baden-Württemberg, som letade efter barnpornografi som han uppgavs ha fått till sin mobiltelefon. Även om han hävdade att räden och undersökningen gjorts på politiska grunder, avgick han från alla offentliga uppdrag den 7 mars, och förlorade samma dag sin parlamentariska immunitet. Åklagare inledde undersökningen efter att de hade fått tillgång till telefonnummer och adresser som fanns på en mobiltelefon tillhörig en man från Bremerhaven som var misstänkt för delaktighet i en barnpornografihärva. Han medgav den 15 mars att han hade köpt barnpornografiska bilder, även om han fortsatte att försvara sig med att han bara köpt materialet i utbildningssyfte inom sitt ämbete. Han dömdes den 28 maj till ett år och tre månaders fängelse.
Efter att ihärdigt men förgäves ha kämpat mot en lag för att införa Internet-censur i Tyskland, beslöt Tauss att lämna SPD och ansluta sig till det tyska Piratpartiet.